# (7226) Kryl
(7226) Kryl est un astéroïde de la ceinture principale.

## Description
(7226) Kryl est un astéroïde de la ceinture principale. Il fut découvert le 21 août 1984 à l'Observatoire Kleť par Antonín Mrkos. Il présente une orbite caractérisée par un demi-grand axe de 3,22 UA, une excentricité de 0,17 et une inclinaison de 2,4° par rapport à l'écliptique.

## Compléments